# Liesville-sur-Douve
Liesville-sur-Douve es una comuna francesa situada en el departamento de Mancha, en la región de Normandía.

## Demografía
| 217 | 231 | 179 | 153 | 149 | 153 | 206 |
| Para los censos de 1962 a 1999 la población legal corresponde a la población sin duplicidades (Fuente: INSEE [Consultar]) |     |     |     |     |     |     |